# Pożegnanie z Marią
Pożegnanie z Marią – zbiór opowiadań Tadeusza Borowskiego z 1947, w skład którego wchodzą:
- Pożegnanie z Marią
- Dzień na Harmenzach
- Proszę państwa do gazu
- Śmierć powstańca
- Bitwa pod Grunwaldem

Później, zgodnie z wolą autora, do cyklu tego zaliczono także opowiadania Chłopiec z Biblią, U nas w Auschwitzu, Ludzie, którzy szli, Ojczyzna, Ofensywa styczniowa.
Opowiadania te łączy tematyka II wojny światowej oraz postać Tadka, który jest zarazem narratorem i głównym bohaterem. W dużej mierze są to opowiadania autobiograficzne, jednak nie można zupełnie utożsamiać Tadka z Tadeuszem Borowskim, a wydarzenia opisane w opowiadaniach nie zawsze odzwierciedlają rzeczywiste przeżycia pisarza.
W opowiadaniach tych pisarz stosuje metodę behawiorystyczną – opisuje tylko zachowania i zewnętrzne reakcje bohaterów, pomijając ich przeżycia wewnętrzne i psychikę. Narrator opowiadań nie ocenia ani nie klasyfikuje bohaterów, ale dąży do obiektywizmu.
Tytułową Marią jest Maria Borowska-Bayer, od 1946 żona Borowskiego.

## Problematyka i główne przesłanie
Najistotniejszą kwestią poruszaną przez Tadeusza Borowskiego w tych opowiadaniach jest wpływ wojny i obozu koncentracyjnego na moralność człowieka, na jego kodeks etyczny i psychikę. Przeżycie obozu wiąże się z działaniem na niekorzyść innych współwięźniów i z całkowitym odwróceniem dotychczasowych wartości moralnych. Człowiek zlagrowany jest w stanie dokonać wielu potwornych rzeczy, by przetrwać. Przyjmuje wręcz niekiedy wobec innych postawę swojego własnego oprawcy. To doprowadza do tego, że w opowiadaniach Borowskiego zaciera się różnica między katem a ofiarą.
Opowiadania Tadeusza Borowskiego ukazują różne postawy ludzi wobec skrajnych sytuacji, m.in. bierność, aktywność lub też próba dostosowania się do panujących warunków.

## Opinie
Wydaje się, że nikt poza Borowskim nie sięgnął tak głęboko w istotę hańbiącej ludzkość sprawy, nikt nie potrafił tak precyzyjnie narysować metod i skutków upodlenia człowieczeństwa. Nikt – to znaczy nikt u nas. Wydaje się, że nowele Borowskiego nie dadzą się porównać z żadną literaturą świata. Jest to szczytowe osiągnięcie w tego rodzaju piśmiennictwie.

## Adaptacje
- Spektakl telewizyjny Pożegnanie z Marią z 1966 w reżyserii Jerzego Antczaka. W roli Tadeusza wystąpił Tadeusz Łomnicki[1].
- Teatr Polskiego Radia – Pożegnanie z Marią, 26 listopada 1978[2].
- Film Pożegnanie z Marią z 1993 w reżyserii Filipa Zylbera, będący luźną adaptacją opowiadania Tadeusza Borowskiego. Na 18. Festiwalu Polskich Filmów Fabularnych pięć osób otrzymało nagrody indywidualne za wkład do filmu[3].

Ponadto na podstawie prozy Borowskiego Antoni Halor i Józef Gębski zrealizowali w 1969 film dokumentalny „Testament”.